# Black Business
Black Business – trzeci album studyjny amerykańskiej grupy hip-hopowej Poor Righteous Teachers, wydamy 14 września 1993 roku nakładem wytwórni Profile Records. Wydawnictwo zadebiutowało na 29. miejscu notowania Top R&B/Hip-Hop Albums i na 167. miejscu listy Billboard 200.

## Lista utworów
| #  | Tytuł               | Producent                                         | Sample | Czas |
| -- | ------------------- | ------------------------------------------------- | --- | ---- |
| 1  | „144K”              | Culture Freedom, Father Shaheed, Wise Intelligent | - Brook Benton – „Shadrack” - Willie West – „Fairchild” | 4:49 |
| 2  | „Da Rill Shit”      | Culture Freedom, Father Shaheed, Wise Intelligent | | 5:07 |
| 3  | „Nobody Move”       | Culture Freedom, Father Shaheed, Wise Intelligent | - Yellowman – „Nobody Move, Nobody Get Hurt” - Jack Bruce – „Statues” | 4:28 |
| 4  | „Mi Fresh”          | Tony D                                            | - Beside – „Change the Beat (Female Version)” - Run-D.M.C. – „Here We Go (Live at the Funhouse)”                                                                                  | 4:16 |
| 5  | „Here We Go Again”  | Culture Freedom, Father Shaheed, Wise Intelligent | - James Brown – „Escape-Ism” - Public Enemy – „Yo! Bum Rush the Show” - Public Enemy – „Bring the Noise” - Run-D.M.C. – „Here We Go (Live at the Funhouse)” - MC Lyte – „10% Dis” | 4:22 |
| 6  | „Selah”             | Tony D                                            | - Mos Def – „Supermagic” | 3:58 |
| 7  | „Black Business”    | Tony D                                            | - The 5th Dimension – „The Rainmaker” - The 5th Dimension – „Viva Tirado” | 3:55 |
| 8  | „Get Off The Crack” | Culture Freedom, Father Shaheed, Wise Intelligent | - Boogie Down Productions – „South Bronx” | 3:22 |
| 9  | „None Can Test”     | Culture Freedom                                   | - Poor Righteous Teachers – „Strictly Mash’ion” | 4:08 |
| 10 | „Ghetto We Love”    | Culture Freedom, Father Shaheed, Wise Intelligent | - Beside – „Change the Beat (Female Version)” - Iron Butterfly – „Her Favorite Style” - Grandmaster Flash and the Furious Five – „The Message”                                    | 4:44 |
| 11 | „Rich Mon Time”     | Culture Freedom, Father Shaheed, Wise Intelligent | - Curtis Mayfield – „Hard Times” | 4:30 |
| 12 | „Lick Shots”        | Tony D                                            | - The 5th Dimension – „The Rainmaker” - Digable Planets – „Rebirth of Slick (Cool Like Dat)” - Poor Righteous Teachers – „Strictly Mash’ion”                                      | 4:37 |

## Notowania
| Rok  | Album          | Notowanie | Notowanie | Notowanie |
| Rok  | Album          | USA 200   | Top R&B   |           |
| ---- | -------------- | --------- | --------- | --------- |
| 1993 | Black Business | 167       | 29        |           |

| Rok  | Utwór         | Notowanie | Notowanie |
| Rok  | Utwór         | Hot R&B   | Hot Dance |
| ---- | ------------- | --------- | --------- |
| 1993 | „Nobody Move” | 98        | 48        |